# Marija Weniaminowna Judina

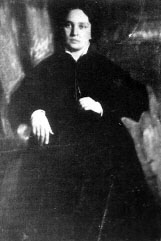
Marija Weniaminowna Judina (Foto 1922)

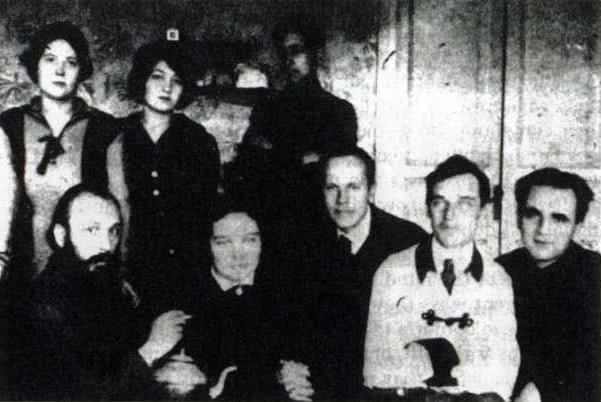
Mitglieder des Bachtin-Kreises in Leningrad 1924. Sitzend in der ersten Reihe links: Michail Michailowitsch Bachtin, daneben Marija Judina.

Marija Weniaminowna Judina (russisch Мария Вениаминовна Юдина; * 28. Augustjul. / 9. September 1899greg. in Newel, Russisches Reich; † 19. November 1970 in Moskau, Sowjetunion) war eine russische Pianistin und Klavierpädagogin. Sie gilt als bedeutende Vertreterin der Russischen Schule in der Tradition Anton Rubinsteins.

## Leben
Judina, die trotz intensiver Kontakte zu Musikern wie Otto Klemperer und Paul Hindemith im Westen kaum bekannt wurde, trat nach einem Studium am Sankt Petersburger Konservatorium (u. a. bei Maximilian Steinberg und Felix Blumenfeld, der auch Horowitz unterrichtete) 1913 erstmals öffentlich in Russland auf. 1930 intensivierte sie ihre Konzerttätigkeit in der Sowjetunion und wurde im Folgenden durch ihre kraftvoll-energischen Darbietungen der Klaviermusik von Johann Sebastian Bach und Ludwig van Beethoven bekannt, ebenso wie für ihre Interpretationen moderner Komponisten wie Schostakowitsch, für den sie sich im Jahre 1948 auch persönlich einsetzte, Strawinsky, Arthur Honegger oder Bohuslav Martinů.
Nach ihrem Übertritt zur russisch-orthodoxen Kirche im Jahre 1919 engagierte sich die aus einer jüdischen Familie stammende Judina zunehmend für karitative und humanistische Zwecke. Persönlich asketisch lebend – sie teilte sich eine Kellerwohnung mit ihrem Bruder – spendete sie ihre Auftrittsgagen der Kirche und sorgte für eine erste private Lesung von Boris Pasternaks „Doktor Schiwago“, was sie in Konflikt mit der offiziellen sowjetischen Kulturpolitik brachte. In den Zwanziger-Jahren war sie mit dem Bachtin-Kreis im damaligen Leningrad um Michail Michailowitsch Bachtin in Kontakt. Von 1932 bis 1933 unterrichtete sie am Konservatorium Tiflis und wurde im Jahr 1936, auf Vorschlag von Heinrich Neuhaus, an die Klavierklasse des Moskauer Konservatoriums berufen, wo sie bis 1951 unterrichtete.
Ihr unerschrockenes Auftreten gegenüber den Mächtigen brachte die eigentlich unpolitische Künstlerin häufig in Schwierigkeiten. Kolportiert wird ihre Ankündigung gegenüber dem Atheisten Stalin, sie werde für seine Seele beten – neben dem Sterbebett des Diktators soll die Aufnahme Judinas von Mozarts A-Dur Klavierkonzert KV 488 gelegen haben, die er selbst nach dem Hören einer Rundfunkübertragung veranlasst hatte.